# Csatár
Csatár est un village et une commune du comitat de Zala en Hongrie.

## Histoire
Le village de Csatár possède un monument historique classé : l'église catholique romaine, construite au Moyen Âge, en style roman. Par la suite, l'édifice a été transformé au XVIIIe siècle en style baroque. En 1992, dans le cadre d'un échange culturel hongro-suisse, l'extérieur de l'église, ainsi que sa toiture - en état très endommagé à cette époque -, ont été entièrement rénovés. Cette rénovation a suivi les principes de restauration des monuments historiques en vigueur. Ainsi, sa toiture baroque a été refaite à l'identique. Avant les travaux de rénovation de ses façades extérieures, des recherches archéologiques ont été effectuées, qui ont mis en évidence l'existence de fenêtres, de portes, et d'éléments ornementaux datant de la construction médiévale, que la transformation du XVIIIe siècle avait fait disparaître. Tous ces éléments ont été de nouveau rétablis. Sur une plaque commémorative fixée sur le mur de l'église, on peut lire les noms des donateurs généreux qui ont participé financièrement à la sauvegarde de ce précieux monument du patrimoine hongrois. Ainsi du côté hongrois : les fidèles de Csatár, la commune de Csatár, le musée Göcseji, l'Inspection Nationale des Monuments Historiques, l'évêché de Veszprém, le comitat de Zala, et du côté suisse : la commune de Bardonnex (GE), la ville de Carouge (GE), la commune de Collonge-Bellerive (GE), la commune de Cologny (GE), la ville de Genève, la ville de Lancy, la ville d'Onex, la commune de Veyrier (GE), et la Caisse d'épargne du canton de Genève.